# Революция 1848—1849 годов в Италии
Революция 1848—1849 годов в Ломбардии и Венеции — либерально-демократическая революция в областях Ломбардии и Венеции, управляемых Австрийской империей, одна из европейских революций 1848—1849 годов. Задачами революции было установление гражданских прав и свобод, ликвидация феодальных пережитков.

## Предпосылки
Ломбардия и Венецианская область, населённые преимущественно итальянцами, были переданы Австрийской империи по решению Венского конгресса в 1815 году. Герцогства Модена, Парма и Тоскана также фактически управлялись из Вены, так как этими государствами правили представители дома Габсбургов. Население находилось в подчинённом положении, не имело национальных автономий и подвергалось политике германизации и реакции. Канцлер Меттерних панически боялся любых национально-освободительных и либеральных движений, и в этом отношении итальянские области были для него источником постоянных беспокойств. После июльской революции во Франции и отделения Бельгии, в 1831 году он приказал ввести в Ломбардию к 5-тысячной армии дополнительно 10-тысячные войска и передал командование генералу Радецкому, проявившему себя с одной стороны, образцовым организатором армии и стратегом, с другой — жестоким и холодным реакционером.
Уже эти обстоятельства делали положение австрийцев в Италии шатким и неустойчивым; местное население и большинство итальянцев видели в них оккупантов, активно противящихся объединению страны. Во время серии волнений в 1820—1821 годах, организованных карбонариями, австрийская армия подавила выступления по всей стране, включая беспорядки в Ломбардии и Венеции.
Тем не менее, австрийское господство имело и несколько положительное влияние — в регионе появились первые промышленные предприятия, текстильные фабрики, хоть и с устаревшей, на тот момент, техникой производства — ткачи работали на домашних ручных станках. Заработки были крайне низкими, улицы Венеции и Милана были переполнены нищими. Экономический кризис, охвативший Европу в 1845—1847 годах, не миновал и обширные владения Австрийской империи. Это ещё больше усилило напряжённость в регионе. В 1840-х годах усилились национальные движения народов империи, главными целями которых стали признание национального языка и предоставление культурно-политической автономии. Особенно широкий размах эти движения приобрели в Ломбардо-Венецианском королевстве.

## Начало революции. Провозглашение республики. Война с Австрией
Революция началась с народного восстания в Палермо 12 января 1848 года. Власть быстро перешла в руки Временного правительства, практически выйдя из повиновения Бурбонам.
С успехом восстания в Палермо в январе 1848 года, волнения начались по всей Италии. Они начались даже в Ломбардо, и в Веницианской области, находившейся под контролем Австрии. Против итальянцев были посланы войска во главе с Радецким, но волнения не прекратились.

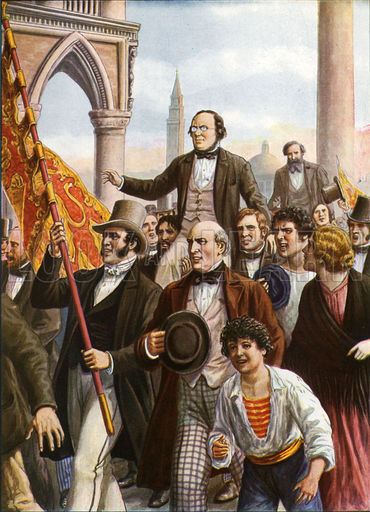
Освобождение из тюрьмы Даниэле Манина и Никколо Томмазео 18 марта 1848 года

В середине марта началась революция в Вене. Как только вести об этом достигли Италии, 18 марта миланцы подняли восстание. После упорных пятидневных уличных боёв, восставшие вытеснили из города австрийские войска вместе с генералом. В тот же день 22 марта была провозглашена независимость региона и сформированы Ломбардийское и Венецианское провинциальное правительство во главе с Габрио Касати. 23 марта в Венеции была провозглашена Республика Святого Марка, которую возглавил Даниэле Манин.
Крайне важным моментом на этом этапе стало решение короля Пьемонта Карла Альберта возглавить освободительную борьбу. 25 марта 1848 года он объявил войну Австрии, пьемонтские войска двинулись в Ломбардию.

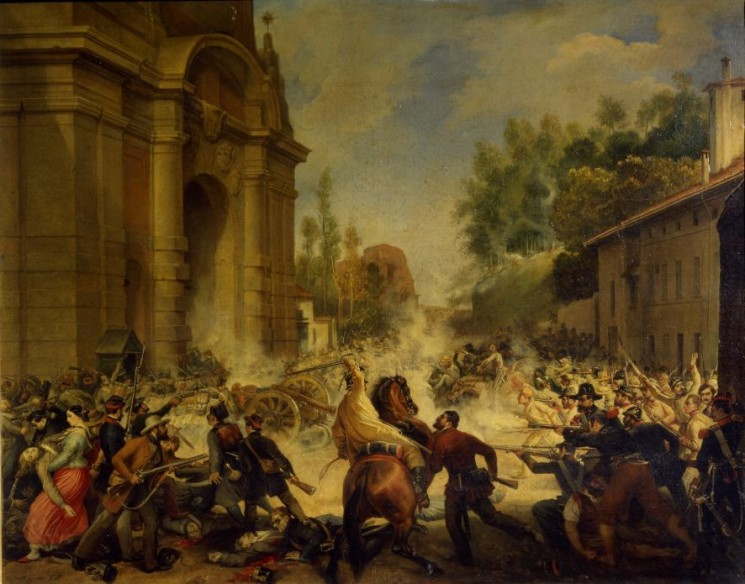
Битва между повстанцами и австрийцами в Болонье

Пьемонт и Ломбардо-Венецианская республика, начав военные действия против австрийцев, оказались во главе борьбы за объединение страны и в случае успеха могли получить все плоды победы. Поэтому король Сицилии и герцог Тосканы поспешили послать свои войска. Увеличение численности армии способствовало успеху на фронте. Так как революция началась в самой Австрийской империи, у австрийцев не хватало сил для борьбы с итальянскими патриотами.

## Перелом. Поражение Пьемонта
Пьемонтцы добились успехов на фронте, но вскоре они допустили серьёзную ошибку. После безмятежного наслаждения победами в течение июня, король Карл Альберт более месяца бездействовал в связи с внутриполитической борьбой правящих кругов итальянских государств и переменой иностранных союзов. Фердинанд II отозвал свои войска назад, подавлять непокорный парламент и показать протестующим патриотам, кто хозяин. Папа испугался последствий и отозвал своих швейцарцев. Тосканцы прекратили военные действия ещё в мае. Начались внутренние распри в самом государстве Карла Альберта — Пьемонте.
В итоге войну продолжала только пьемонтская армия, которой к тому времени приходилось наводить порядок так же и в своей стране. Воспользовавшись этим, австрийцы предприняли ряд успешных контрнаступлений. Но 8 июня 1848 года по итогам референдума жители Ломбардии и Венеции объявили о своём присоединении к Пьемонту. Такое же решение приняло население Моденского и Пармского герцогств, где правили члены династии австрийских Габсбургов. Казалось, борьба будет продолжена. Однако при Кустоце 24-25 июля пьемонтцы оказались на голову разбиты австрийцами. Радецкий снова вступил в Милан. Король Карл Альберт был вынужден 9 августа подписать перемирие, по которому к Австрии снова присоединялась Ломбардия и материковая Венеция, которые австрийцы заняли ещё 6-го и 11-го. Пьемонтцы смогли удержать только сам город Венецию и его предместья на суше.
Несмотря на поражение, национально-освободительная борьба итальянцев на этом не прекратилась.

## Попытка реванша и её провал
Подавленные к августу 1848 году в «австрийских» землях и в Королевстве Обеих Сицилий, революционные волнения перекинулись на Рим и Флоренцию, где в начале нового 1849 года поднялись на новый виток. Герцог Леопольд II и папа Пий IX бежали из своих владений, где тут же образовались республики. Таким образом, в Италии было три республики — Римская, Венецианская (хотя и урезанная до минимума, охраняемая гарнизоном пьемонтцев) и Флорентийская. Их правительства не скрывали своих стремлений продолжать борьбу до полного изгнания австрийцев и национального объединения.

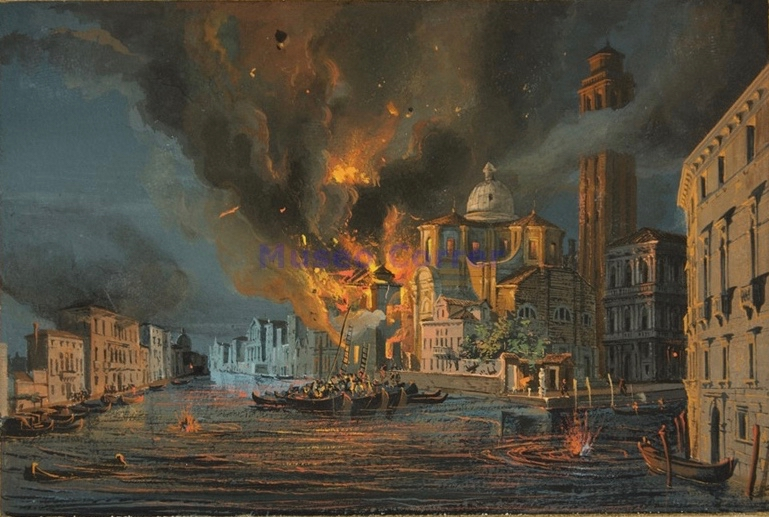
Бомбардировка Венеции австрийскими войсками

Те, кто остался в стороне от этой борьбы, в частности король Карл Альберт, снова забеспокоились. Скрепя сердце, пьемонтский король 12 марта вновь объявил войну Австрии, но уже 23 марта его войска под Новарой потерпели новое поражение. В страхе пред негодующим народом, Карл Альберт в тот же день отрёкся от престола и под чужим именем бежал из Италии за границу. Престол перешёл к его сыну Виктору Эммануилу II, а австрийцы вновь заняли Ломбардию.

## Покорение Венеции
Маленькая Венеция продержалась дольше всех остальных революционных республик, но и её, после почти годовой осады, 22-24 августа заняли австрийские войска. Примечательно также что, в ходе осады, австрийские войска предпринимали попытки бомбить город с помощью фугасных снарядов, привязанных к аэростатам — что по сути можно назвать первыми попытками воздушных бомбардировок.